# Anutschin-Gletscher
Der Anutschin-Gletscher (russisch Ледник Ану́чина Lednik Anutschina) ist ein Gletscher im ostantarktischen Königin-Maud-Land. Er fließt im nördlichen Teil des Otto-von-Gruber-Gebirges zum Untersee.
Entdeckt und erstmals kartiert wurde der Gletscher bei der Deutschen Antarktischen Expedition 1938/39 unter der Leitung des Polarforschers Alfred Ritscher. Eine Kartierung anhand von Luftaufnahmen und Vermessungsdaten nahmen Teilnehmer der Dritten Norwegischen Antarktisexpedition (1956–1960) vor. Dies wiederholten Teilnehmer der von 1960 bis 1961 dauernden sowjetischen Antarktisexpedition und benannten den Gletscher nach dem russischen Geografen Dmitri Nikolajewitsch Anutschin (1843–1923).